# Март Сііманн
Март Сійманн (ест. Mart Siimann; нар. 21 вересня 1946, Кілінгі-Нимме, Естонська РСР, СРСР) — естонський державний, політичний і спортивний діяч.

## Життєпис
В 1971 році закінчив Тартуський університет з дипломом філолога-психолога.
У 1971-1984 роках працював старшим науковим співробітником та аспірантом в Тартуському університеті.
Наприкінці 1970-х років XX століття прийшов на роботу на телебачення Естонії та за 17 років пройшов шлях від кореспондента до заступника генерального директора Естонського телебачення. Був членом КПРС.
З 1987 року — керівник Естонського радіо.
З 1989 року — генеральний директор Естонського телебачення.
З 1992 по 1995 — виконавчий директор приватного телеканалу RTV.
У 1995 році обраний депутатом парламенту Естонії. Входив до складу Конституційної комісії. Очолював Коаліційну партію.
З 17 березня 1997 по 25 березня 1999 — прем'єр-міністр Естонії.
З 1999 року — голова фракції Коаліційної партії Естонії.
Був головою спортивного товариства «Калев», членом ради кураторів Талліннського педагогічного університету, а також членом Ради фонду культури Естонії.
З 2001 року — президент Національного олімпійського комітету Естонської Республіки.
З 2003 року — радник Президента Естонської Республіки Арнольда Рюйтеля з внутрішніх справ.

## Нагороди
- Орден Державного герба II класу (2 лютого 2001 року).

| політик | Це незавершена стаття про політичного діяча. Ви можете допомогти проєкту, виправивши або дописавши її. |

1. 1 2  Eesti spordi biograafiline leksikon